# 纳米比亚玻璃介属
有肋纳米比亚玻璃介(学名：Namibcypris costata）是纳米比亚特有及灭绝的一种玻璃介科物种，它们是纳米比亚玻璃介属（学名：Namibcypris）的单型种。该物种仅在1987年发现于纳米比亚的卡奥科费尔德南部地区的数条小溪中，后来的调查发现这些小河均已被清理且再无任何个体被发现，推测已灭绝。